# Dekanlisten C
In der Ägyptologie bezeichnen die Dekanlisten C Altägyptische Sternuhren nebst Planetennennungen sowie Dekanlisten, die erstmals im Grab des Senenmut bezeugt sind und auf den Angaben der Dekanlisten A2 basieren. Die Dekanlisten C sind ansonsten unter anderem belegt im Zweitgrab des Amenophis III., Grab des Pedamenope, TT223 und im Grab des Montemhet.